# Albert Guillaume
Albert Guillaume (Paris, 14 de fevereiro de 1873 — Faux, 10 de agosto de 1942) foi um pintor e caricaturista francês.
Além de suas pinturas, Guillaume é reconhecido por suas caricaturas, que foram publicadas nas revistas de humor de Paris como a Gil Blas, Le Rire e o Le Figaro Illustré, que fizeram auxiliaram no crescimento do interesse dos parisienses por arte, política e cultura.

## Arte do pôster
Guillaume prosperou durante a mania internacional de cartazes dos anos 90 gay. Durante este período, uma coleção de artistas notáveis ajudou a transformar as avenidas de Paris em uma galeria de belas artes. Toulouse-Lautrec montou o palco em 1891 com seu famoso pôster, Moulin Rouge. Outros pôsteres de belas artes se seguiram e as ruas ganharam vida com cores. Logo apareceram pôsteres de muitos dos grandes mestres da época. Artistas como Chéret, Livemont, Hermann-Paul e Mucha ajudaram a moldar a paisagem parisiense.
Jules Chéret é frequentemente chamado de "pai do pôster moderno". De 1895 a 1900, ele colaborou com os grandes artistas de pôster da época para produzir uma série de obras menores adequadas para colecionadores. Durante seis anos, Chéret e seus colaboradores reproduziram meticulosamente quatro pôsteres por mês. A série foi um sucesso estrondoso. A coleção Maîtres de l'Affiche ("Mestres dos Cartazes") incluiu as duas obras abaixo e foi por meio dessa série que ele se tornou conhecido por um público mais amplo. A coleção continua popular até hoje.

Cartazes de Les Maîtres de l'Affiche
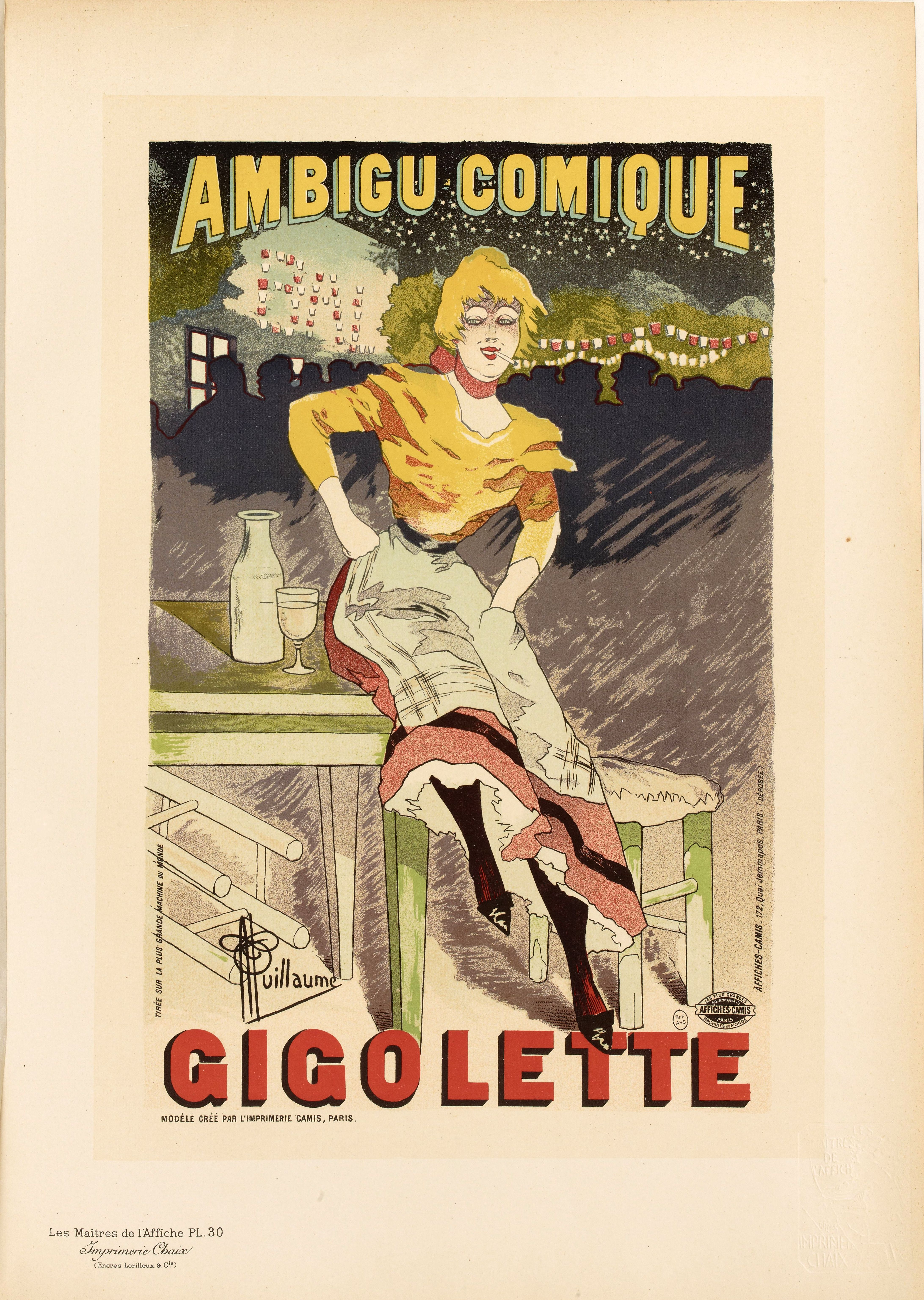
Poster 30
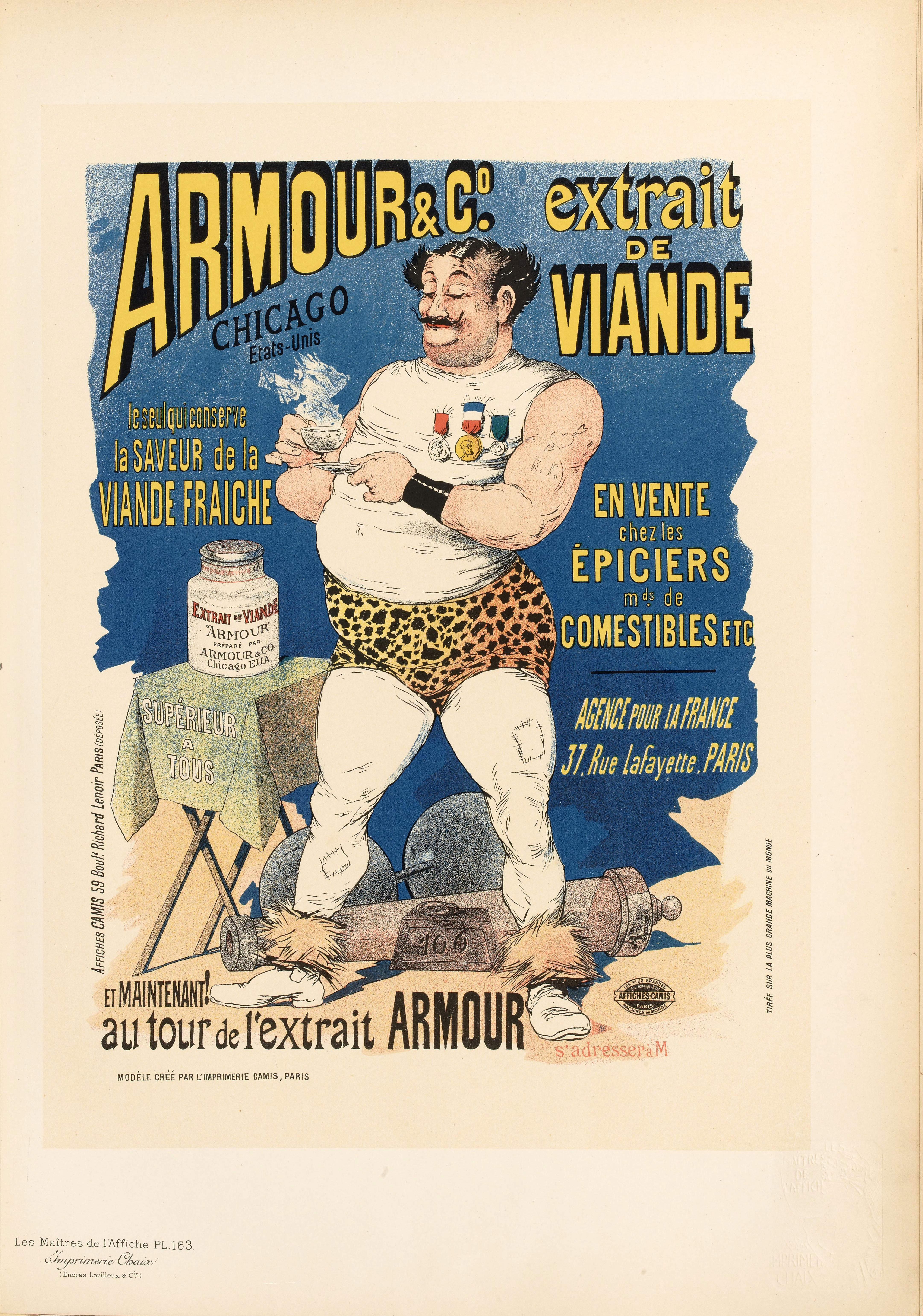
Poster 16

## Caricaturas
Guillaume também é conhecido por desenhos satíricos publicados em revistas de humor parisienses como Gil Blas, Le Rire, L'Assiette au Beurre e Le Figaro illustré. Essas revistas apareceram quando os parisienses começaram a adquirir um apetite cada vez maior por artes, cultura e política. Guillaume satirizou as fraquezas da sociedade francesa em uma época em que o governo francês era frequentemente caracterizado pela corrupção e má administração.

## Reconhecimento
Vencedor de uma medalha de bronze na Exposição Universal de 1900 em Paris, Guillaume teve muitas de suas ilustrações publicadas em álbuns de empresas como "Ernest Maindron" e "Librairie illustrée, J. Tallandier", incluindo três álbuns de cartuns militares com o prefácio para a edição de 1896 escrita por Georges Courteline.

## Falecimento
Albert Guillaume faleceu em 1942 durante a ocupação no vilarejo rural de Faux no departamento de Dordogne département, na França.

## Álbuns de Albert Guillaume

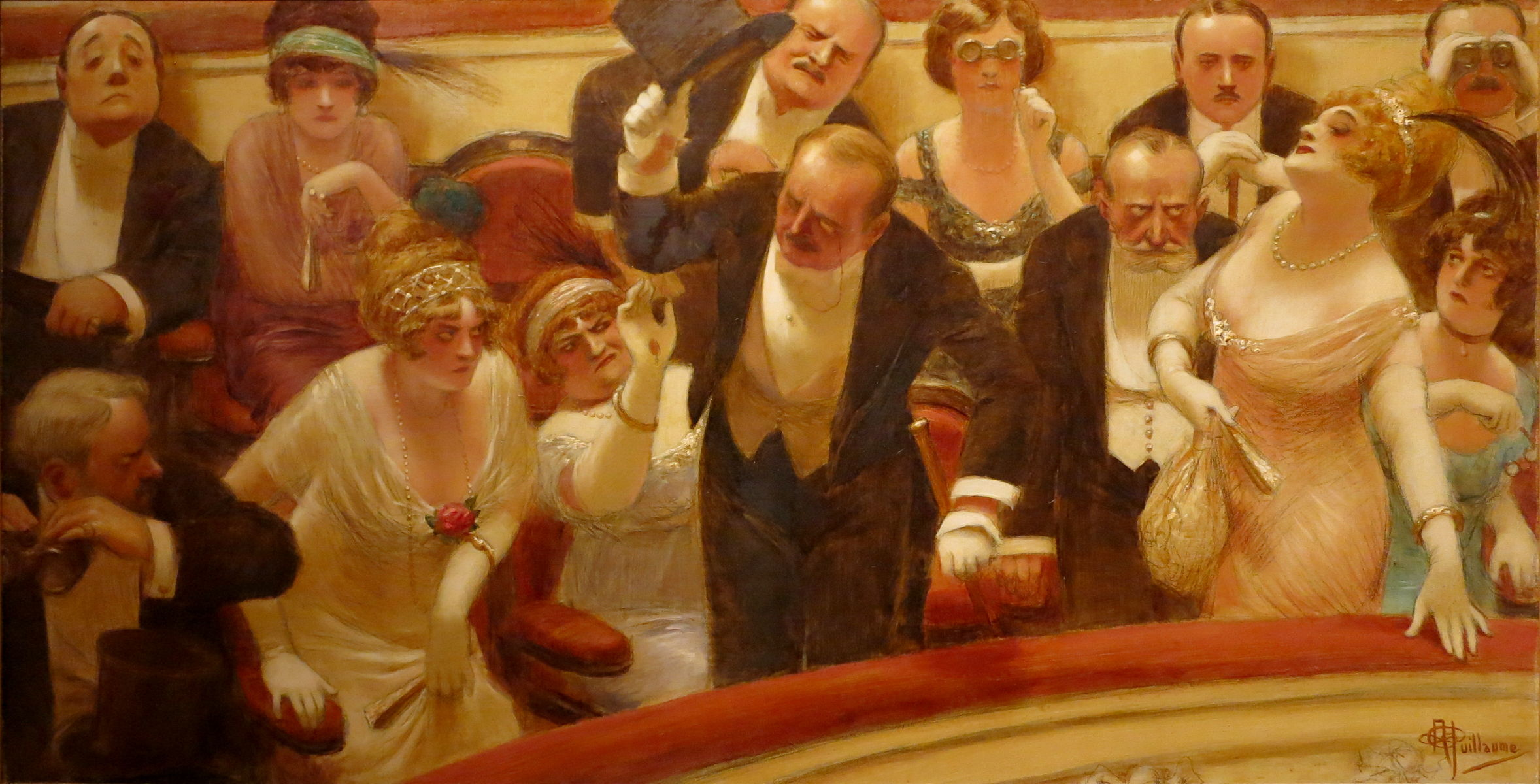
Les Retardataires (1914), musée Carnavalet, Paris.

- Monsieur Strong, Paris, Delagrave, in-8 à l'italienne (1890)
- Le Repas à travers les âges, Paris, Delagrave, in-8 à l'italienne (1890), disponível em Gallica
- Le Tennis à travers les âges,  Paris, Delagrave, in-8 à l'italienne (1890), disponível em Gallica
- Des Bonshommes, préface de Francis Chevassu, Paris, H. Simonis Empis Éditeur, in-4 (1893), disponível em Gallica.
- Des Bonshommes, 2me série, préface de Henri Lavedan, Paris, H. Simonis Empis Éditeur, in-4 (1894), disponível em Gallica
- P'tites femmes, préface de Fernand Vandérem, H. Simonis Empis Éditeur, in-4 (1893), disponível em Gallica
- Mémoires d'une glace, préface de Paul Hervieu, Paris H. Simonis Empis Éditeur, in-4, (1894), disponível em Gallica
- Mes campagnes: album militaire, préface de Georges Courteline, Paris, H. Simonis Empis Éditeur, in-4 (1896), disponível em Gallica
- Étoiles de mer, préface de Abel Hermant, Paris, H. Simonis Empis Éditeur, in-4 (1896), disponível em Gallica
- Faut voir, préface de Auguste Germain, Paris, H. Simonis Empis Éditeur, in-4 (1897), disponível em Gallica
- Madame est servie, préface de Grosclaude, Paris, H. Simonis Empis Éditeur, in-4 (1897)
- Mes 28 jours, préface de Édouard Detaille, Paris, H. Simonis Empis Éditeur, in-4 (1898)
- R'vue d'fin d'année, préface-revue de Miguel Zamacoïs, Paris, H. Simonis Empis Éditeur, in-4 (1899), disponível em Gallica
- Y a des dames, préface de Willy (écrivain), Paris, H. Simonis Empis Éditeur, in-4 (1900), disponível em Gallica
- Pour vos beaux yeux, préface de Coquelin cadet, Paris, H. Simonis Empis Éditeur, in-4 (1900), disponível em Gallica
- Mon sursis: album militaire, préface de Richard O'Monroy, Paris, H. Simonis Empis Éditeur, in-4 (1901)
- Contre le Spleen, Paris, H. Simonis Empis Éditeur, in-16 (1902), disponível em Gallica
- Madame veut rire, Paris, H. Simonis Empis Éditeur, in-16 (1902)
- Pour quand il pleut, Paris, H. Simonis Empis Éditeur, in-16 (1903)
- Les Unes et les Autres Paris, Garnier Frères, in-8 (1905)
- Albert Guillaume - Les Maîtres humoristes, leurs meilleurs dessins, leurs meilleures légendes, Paris, Société d’Édition et de Publication (Félix Juven), (1907)

## Livros ilustrados por Albert Guillaume
- Colette, L'Envers du music-hall (couverture), Paris, Flammarion
- Paul Bourget, Les Deux sœurs (couverture), Paris, Flammarion
- André Theuriet, Au paradis des enfants (couverture), Paris, Flammarion
- André Theuriet, Jeunes et vieilles barbes (couverture), Paris, Flammarion
- Georges Courteline, Le Train de 8 h 47, Paris, Flammarion, s.d., disponível em Gallica
- Hippolyte Gautier, En se cherchant, Paris, C. Delagrave, (1890)
- Almanach A.Guillaume, Simonis Empis puis Société d’Édition et de Publication (Félix Juven), (um por ano de 1896 a 1912, pelo menos)
- Les Œuvres de Georges Courteline, Albin Michel, 1901-1906
- Ludovic Halévy, La Famille Cardinal, Paris, C. Lévy, 1907, disponível em Gallica
- Clément Vautel, Les Femmes aux enchères, Paris, Albin Michel, 1932, disponível em Gallica
- Clément Vautel, La Petite-fille de Madame Angot, Paris, Albin Michel, 1934